# Droit au compte
En France, le droit au compte ou droit au compte bancaire permet d'instaurer un service bancaire minimum pour toute personne.

## Présentation
« Toute personne physique ou morale domiciliée en France, dépourvue d'un compte de dépôt, a droit à l'ouverture d'un tel compte dans l'établissement de crédit de son choix ou auprès des services. »
— alinéa 1, article L.312-1 du code monétaire et financier
En France, l'article L312-1 du code monétaire et financier organise une procédure dite du « droit au compte » qui permet à toute personne physique ou morale domiciliée en France, dépourvue d'un compte de dépôt, d'obtenir l'ouverture d'un tel compte dans un établissement de crédit. Ces dispositions sont également applicables aux interdits bancaires ou inscrits au FICP.
Cette mission d'accessibilité bancaire ne concerne pas uniquement le compte de dépôt. L'article 145 de la loi de modernisation de l'économie (LME), modifiant l'article L221-2 du code monétaire et financier, rappelle l'obligation d'ouvrir un Livret A pour les établissements nommément cités par celui-ci.

## Modalités d'exercice du droit au compte
Le traitement des demandes d'exercice du droit au compte relève de la Banque de France, qui, après avoir vérifié leur régularité, désigne un établissement de crédit qui est tenu d'ouvrir un compte.
Depuis le 28 avril 2006, afin de faciliter les démarches des demandeurs, toute personne physique dépourvue de compte de dépôt a la faculté de donner mandat à l'établissement qui lui refuse l'ouverture d'un tel compte de transmettre à la Banque de France sa demande d'exercice du droit au compte, accompagnée d'une lettre de refus d'ouverture de compte. La Banque de France dispose alors d'un jour ouvré pour traiter cette demande et désigner un établissement qui, bien souvent, est La Banque postale.

## Obligations légales des établissements de crédit teneurs de comptes
Les établissements ainsi désignés peuvent limiter les services liés à l'ouverture du compte de dépôt aux services bancaires de base. Ceux-ci sont énumérés par l'article D312-5 du code monétaire et financier. Ils sont gratuits et comprennent :
- l'ouverture, la tenue et la clôture du compte ;
- un changement d'adresse par an ;
- la délivrance à la demande de relevés d'identité bancaire ;
- la domiciliation de virements bancaires ;
- l'envoi mensuel d'un relevé des opérations effectuées sur le compte ;
- la réalisation des opérations de caisse ;
- l'encaissement de chèques et de virements bancaires ;
- les dépôts et retraits d'espèces au guichet de l'organisme teneur de compte ;
- les paiements par prélèvement, titre interbancaire de paiement ou virement bancaire ;
- des moyens de consultation à distance du solde du compte ;
- une carte de paiement dont chaque utilisation est autorisée par l'établissement de crédit qui l'a émise ;
- deux formules de chèques de banque par mois ou moyens de paiement équivalents offrant les mêmes services.

## Dénonciation du droit au compte
L'article L312-1 du code monétaire et financier précise enfin que toute décision de clôture de compte à l'initiative de l'établissement de crédit désigné par la Banque de France doit faire l'objet d'une notification écrite et motivée adressée au client et à la Banque de France pour information. Un délai minimum de 60 jours doit être consenti au titulaire du compte.
L'ordonnance du 22 décembre 2016 entrée en vigueur le 23 juin 2017 modifiant l'article L312-1 a renforcé la protection du titulaire du compte dans le cas où l'établissement désigné souhaite clore le compte. En effet, l'établissement de crédit désigné ne pourra résilier unilatéralement le compte de dépôt que si l'une au moins des conditions suivantes est remplie :
1. le client a délibérément utilisé son compte de dépôt pour des opérations que l'organisme a des raisons de soupçonner comme poursuivant des fins illégales ;
2. le client a fourni des informations inexactes ;
3. Le client ne répond plus aux conditions de domicile ou de résidence définies au I ;
4. le client a ultérieurement ouvert un deuxième compte de dépôt en France qui lui permet d'utiliser les services bancaires de base ;
5. le client a fait preuve d'incivilités répétées envers le personnel de l'établissement de crédit ;
6. l'établissement est dans l'une des situations prévues à l'article L. 561-8.

## Statistiques
De 3 000 dossiers à partir de 1985, le droit au compte croît régulièrement jusqu'à l'attribution de plus de 30 000 dossiers par an depuis l'année 2005 . 
| Année | Total  | Personnes physiques | Personnes morales |
| ----- | ------ | ------------------- | ----------------- |
| 2018  | 55 979 | 48 003              | 7 976             |
| 2017  | 60 093 | 50 126              | 9 967             |
| 2016  | 66 715 | 56 975              | 9 740             |
| 2015  | 68 775 | 58 224              | 10 551            |
| 2014  | 60 370 | 50 763              | 9 607             |
| 2013  | 50 899 | 41 493              | 9 406             |
| 2012  | 40 785 | 32 016              | 8 769             |
| 2011  | 36 674 | 28 301              | 8 383             |
| 2010  | NC     | NC                  | NC                |